# Taiyutyla benedictae
Taiyutyla benedictae – gatunek dwuparca z rzędu Chordeumatida i rodziny Conotylidae.
Gatunek ten opisany został w 1976 przez Williama Sheara na podstawie parki okazów odłowionych w hrabstwie Lane.
Ciało holotypowego samca ma 9,3 mm długości, a paratypowej samicy 9,9 mm długości. Ubarwienie jest jasnobrązowe z ciemniejszym nakrapianiem, które na głowie i czułkach ma ciemne cieniowanie. Trójkątne pola oczne wyposażone są w po 20 pigmentowanych oczu prostych, ustawionych w 3–4 rzędach. U samca odnóża par pierwszej i drugiej są zredukowane, trzeciej i piątej powiększone, a szóstej i siódmej standardowo wykształcone. Trzecia i czwarta para nóg samca ma na udach gałeczkowate wyrostki. Ósma i dziewiąta para odnóży samca przekształcona jest w gonopody. Gonopody przedniej pary mają prostą budową, są spiczaste i ku tyłowi zakrzywione, wyposażone w dołek u nasady i kanał gruczołowy. Tylne gonopody mają kolpokoksyty z szerokim rejonem błoniastym w części tylnej, krótką gałęzią boczną oraz podwójnym zakończeniem: pośrodkowa końcówka jest ostro haczykowata, zaś boczna jest bardzo długa i spiralnie skręcona. Poszczególne człony telopoditów tylnych gonopodów są duże, a ostatni największy.
Wij znany wyłącznie z Oregonu w Stanach Zjednoczonych.